# 尚仁沢湧水
尚仁沢湧水（しょうじんざわゆうすい）は、栃木県塩谷町と矢板市の境界付近の高原山山麓標高590mの場所にある湧水である。

## 概要
日量65,000tにもなる豊富な湧水量を有し、水温も年間通じて11℃前後とほぼ一定している。周辺は広葉樹の原生林となっており、水源林により伏流し冬季でも渇水や凍結することがない。
水質は天然アルカリイオン水で、冷たく軟らかいのが特徴とされる。平成9年には全国37都道府県から集められたおいしい水の中で全国第一位の認定を受け、その後も常に上位に顔を出す常連である。
渓谷は東荒川ダム下流に流入し那珂川水系荒川に合流する。塩谷町では町おこし事業として給水スタンドを設置し業者向けに販売を実施していほか、一般の訪問客の方がより親水のために、尚仁沢の清水を導水し近くの東荒川ダム湖畔に「東荒川ダム親水公園」を設置している。
環境省によって名水百選の一つに選定されている。